# Torre Lotrščak

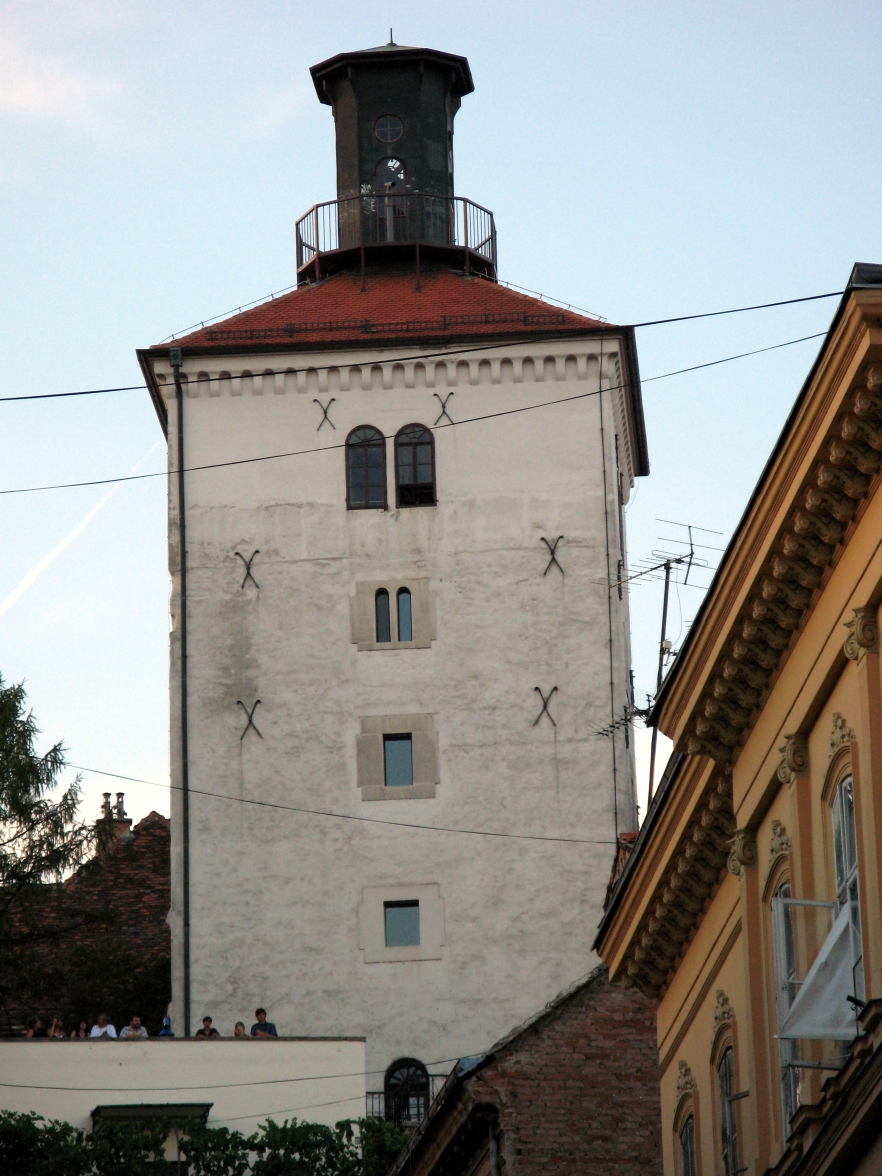
Torre de Lotrščak

La Torre de Lotrščak ( en croata: Kula Lotrščak   ) es una torre fortificada ubicada en Zagreb, Croacia, en la parte antigua de la ciudad llamada Gradec o Gornji grad (Ciudad Alta). La torre, que data del siglo XIII, fue construida para proteger la puerta sur de la muralla de Gradec. El nombre deriva del latín campana latrunculorum, que significa "campana de los ladrones", en referencia a una campana colgada en la torre en 1646 para señalar el cierre de las puertas de la ciudad.

## Cañón
El cañón Grič, situado en la esta torre,( en croata: Grički top) es uno de los monumentos más emblemáticos de Zagreb . Este fue añadido a la torre en el siglo XIX junto a un cuarto piso. Desde el 1 de enero de 1877 hasta la actualidad desde la torre de Grič se dispara un cañón para marcar el mediodía a los habitantes y señalar el mediodía exacto a los campaneros de las iglesias de la ciudad.

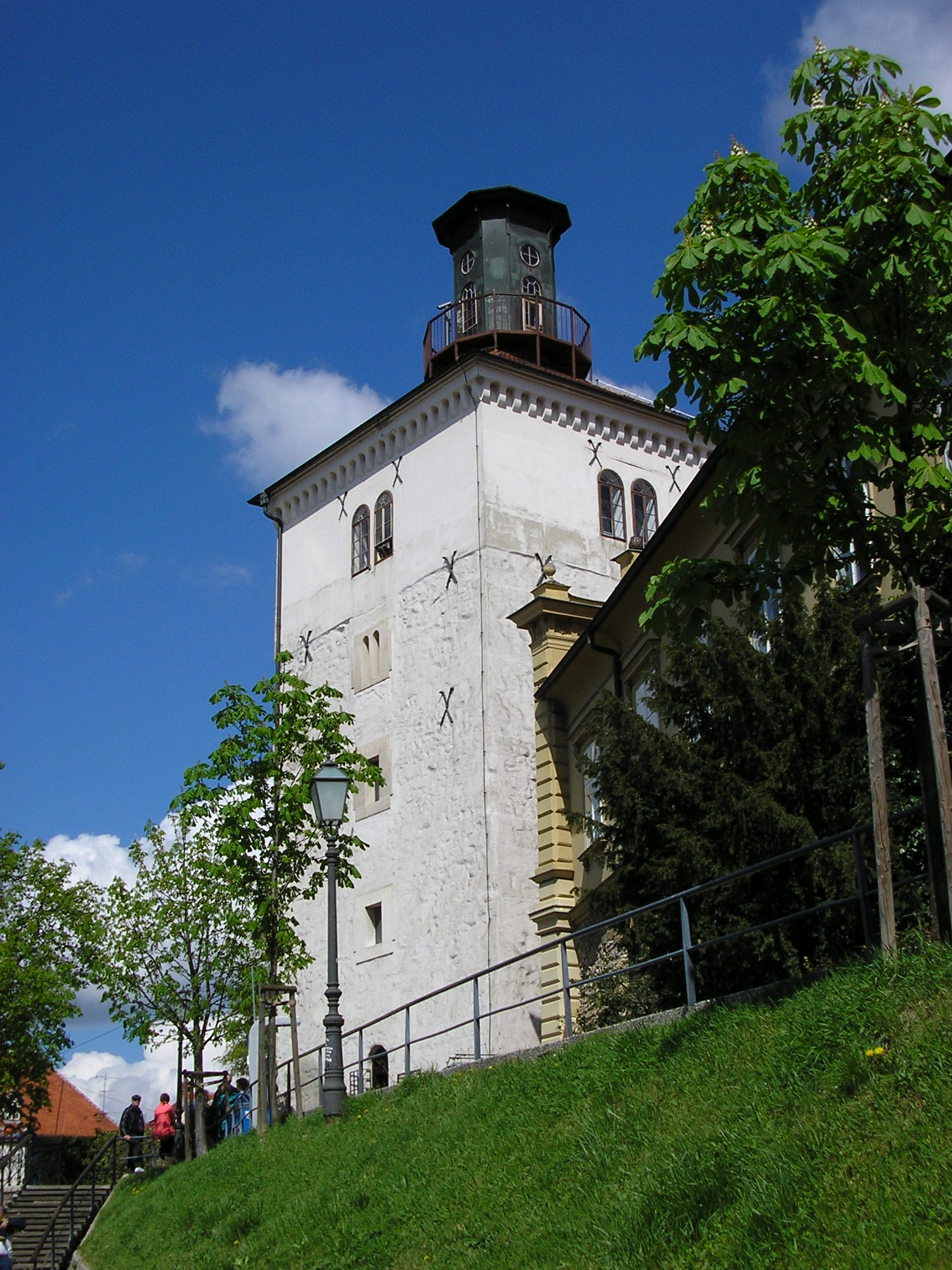
Lotrščak Tower
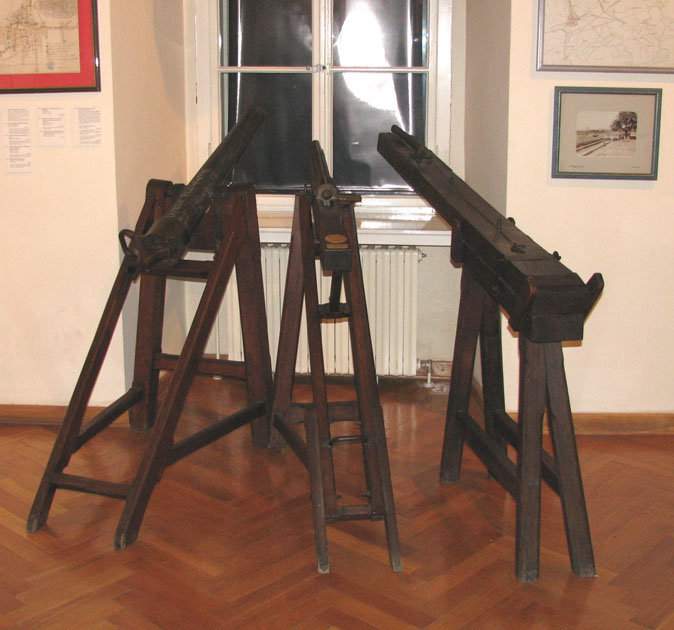
1º, 2º y 3º cañones Grič enel Museo de la Ciudad de Zagreb
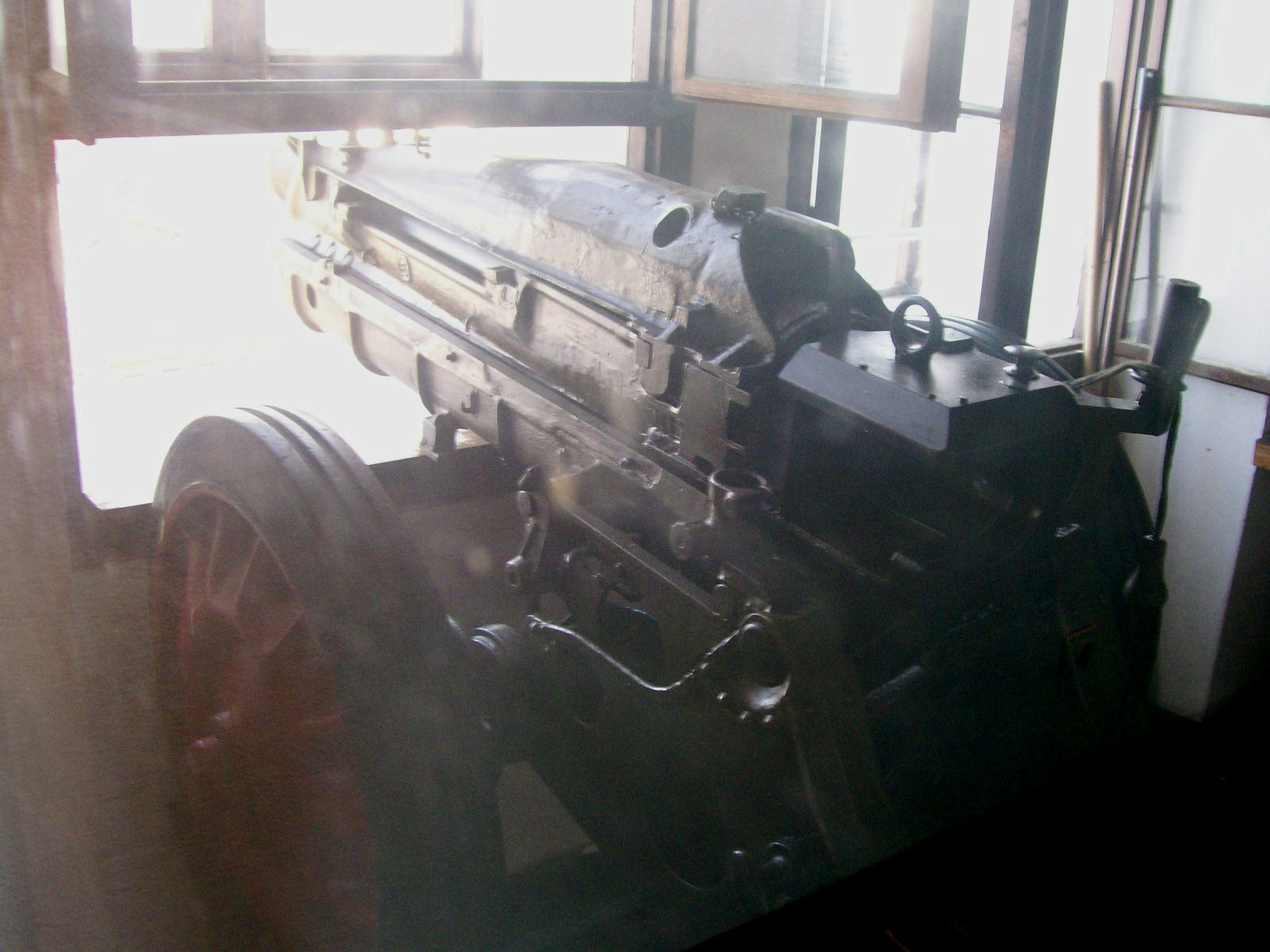
Cañón Grič